# Michaił Rylejew
Michaił Nikołajewicz Rylejew (ros. Михаил Николаевич Рылеев Михаил Николаевич Рылеев, ur. 1771, zm. 8 czerwca?/20 czerwca 1831 w Nowogrodzie) – rosyjski generał porucznik z czasów wojen napoleońskich.

## Życiorys
Wywodził się z dworiaństwa guberni kostromskiej. Z domowego wykształcenia w ujeździe galickim wyniósł znajomość języka francuskiego i niemieckiego. Jako 13-latek 2 stycznia 1785 r. wstąpił w szeregi Konnego Pułku Lejbgwardii, w którym 4 dni później został wachmistrzem. 1 stycznia 1794 r. został mianowany kapitanem i przydzielony do Moskiewskiego Pułku Grenadierów. Następnie przeniesiony do Syberyjskiego Pułku Grenadierów na stanowisko dowódcy batalionu. 
W pułku syberyjskim Rylejew został awansowany do stopnia majora 3 listopada 1799 r. Przebywał na ziemiach polskich (gubernia wołyńska, 1799), a także w Oczakowie (1797) i w Odessie (w 1798 r. i 1800 r.) oraz w Mikołajowie (1801–1804).
W 1804 r. uczestniczył w ekspedycji mającej na celu ochronę rosyjskich interesów na Wyspach Jońskich. W 1805 r. brał udział w kampanii włoskiej armii rosyjskiej, a w 1806 r. powrócił z wojskiem do Rosji. 23 kwietnia 1806 r. otrzymał awans do stopnia podpułkownika. Od 31 stycznia 1807 r. dowodził Syberyjskim Pułkiem Grenadierów, wraz z którym brał udział w wojnie rosyjsko-tureckiej (1806–1812). Wyróżnił się w bitwie pod Obilești (1807), za co został odznaczony Orderem Świętego Włodzimierza IV klasy z kokardą. 4 maja 1808 r. z powodu ran został przeniesiony do achtiarskiego batalionu garnizonowego. 30 grudnia 1808 r. został przeniesiony do Butyrski Pułk Muszkieterów. W 1809 uczestniczył w oblężeniu Brajłowa. Od 1 stycznia 1810 r. dowodził Smoleńskim Pułkiem Muszkieterów (od 1811 r. – SP Piechoty). Został odznaczony Bronią Złotą „Za Waleczność” za wyróżnienie się podczas szturmu na Bazardżyk, za walki pod twierdzą Szumen (bitwa pod Szumlą) – Orderem Świętej Anny II klasy. 
30 sierpnia 1811 r. awansował do stopnia pułkownika, a 29 maja 1812 r. został mianowany szefem Koporskiego Pułku Piechoty, pozostając przy tym nadal dowódcą Smoleńskiego Pułku Piechoty i obejmując dowództwo 1. brygady 12 Dywizji Piechoty. W bitwie pod Sołtanówką 11 lipca 1812 r. wycofujący się pułk smoleński osłaniał artylerię dywizji. W tym starciu Rylejew został ciężko zraniony kartaczem w lewą nogę i przez półtora roku był wyłączony z czynnej służby. 16 grudnia 1812 r. otrzymał stopień generała majora. W 1814 r. został komendantem wojskowym 13. okręgu Królestwa Saksonii i miasta Drezna.
Po zakończeniu działań wojennych VI koalicji antyfrancuskiej pozostawał od 29 sierpnia 1814 r. przy dowództwie 25 Dywizji Piechoty, od 22 lipca 1816 r. – przy dowództwie 13 DP). Od 11 września 1816 r. dowodził różnymi brygadami w 13 DP, prowadząc akcję osadnictwa wojskowego. Od 1820 do 22 listopada 1828 dowodził oddziałami kolonistów wojskowych przydzielonymi do guberni mohylewskiej. Został nagrodzony dożywotnim nadaniem majątku ziemskiego w Besarabii (3000 dziesięcin) i odznaczony Orderem Świętej Anny I klasy. a 19 marca 1826 r. awansowany do stopnia generała porucznika. Od 22 marca 1829 r. wojskowy komendant Nowogrodu.
Odznaczono go także Orderem Świętego Jerzego IV klasy, pruskim Orderem Orła Czerwonego II klasy oraz Krzyżem „Za zdobycie Bazardżyka”.
Michaił Nikołajewicz Rylejew poślubił w 1811 r. córkę generała Goworowa, Marię Iwanowną, z którą miał cztery córki i dwóch synów. Był krewnym Kondratija Rylejewa (1795–1826), poety i jednego z przywódców powstania dekabrystów (1825).